# Aravind Adiga
Aravind Adiga (Chennai, 23 de octubre de 1974) es un periodista y escritor indio-australiano. Su primera novela, The White Tiger (El Tigre Blanco), ganó en 2008 el Premio Booker.

## Biografía
Aravind Adiga nació en Madrás (actualmente Chennai) el 23 de octubre de 1974, hijo del Dr. K. Madhava Adiga y Usha Adiga, de Mangalore (Karnataka). Su abuelo paterno fue K. Suryanarayana Adiga, expresidente del Banco de Karnataka, y su bisabuelo materno, U. Rama Rao, fue un popular médico y político del Congreso de Madrás.
Adiga creció en Mangalore y estudió en el Canara High School y más tarde en el St. Aloysius College, Mangaluru, donde terminó su SSLC (Secondary School Leaving Certificate) en 1990, y fue el primero en su categoría en su estado.
Tras emigrar a Sídney con su familia, Aravind estudió en el James Ruse Agricultural High School.  Más tarde estudió literatura inglesa en el Columbia College de la Universidad de Columbia, en Nueva York, con Simon Schama, y se graduó como salutatorian en 1997. También estudió en el Magdalen College, Oxford, donde una de sus tutoras fue Hermione Lee.

## Trayectoria

### Periodismo
Aravind Adiga comenzó su carrera periodística como becario en el Financial Times. Con artículos publicados en Money y Time, cubrió el mercado de valores y la inversión.
En 2003, entrevistó al futuro presidente de EE. UU. Donald Trump. Ese mismo año, se trasladó de Nueva York a Nueva Delhi para ser corresponsal en el sur de Asia de Time. En una entrevista de 2017, explicó: "Ser periodista me permitió volver a la India".
Escribió una nota en el libro de Peter Carey, el ganador del premio Booker en 1998, Oscar y Lucinda, Los cuales aparecieron en una revista literaria en línea llamada The Second Circle. También trabajó para el TIME donde se desempeñó como corresponsal del Sudeste Asiático durante unos tres años antes de que se lanzara como trabajador independiente. Fue la época en la que escribió The White Tiger. Actualmente Adiga vive en Bombay.
Su reseña del anterior ganador del Premio Booker, Oscar y Lucinda, apareció en The Second Circle, una revista literaria en línea.

### El tigre blanco
Poco después de dimitir de su puesto en Time, Adiga empezó a escribir su primera novela, El tigre blanco. Publicado en marzo de 2008, el libro ganó el Premio Booker ese mismo año. Es el cuarto autor nacido en la India que gana el premio, después de Salman Rushdie, Arundhati Roy y Kiran Desai. Impulsada principalmente por la obtención del Premio Booker, la edición india en tapa dura de El tigre blanco vendió más de 200.000 ejemplares.
El libro recibió elogios de la crítica. USA Today lo calificó como «uno de los libros más poderosos que he leído en décadas», comparándolo con Hijo nativo de Richard Wright y El hombre invisible de Ralph Ellison. The Washington Post la calificó como: «[a] blistering description of the inner workings of India's corrupt upper class [...] fresh, funny, different."
Poco después de que Adiga ganara el Premio Booker, se denunció que había despedido al agente que le había conseguido un contrato con Atlantic Books en la Feria del Libro de Londres de 2007. Adiga niega esta afirmación.
En abril de 2009, se anunció que la novela sería adaptada en un largometraje, que más tarde se estrenó en Netflix en 2021.

### Otras obras
El segundo libro de Adiga, Entre asesinatos, es una colección de relatos cortos ambientada en una ciudad costera ficticia de la India. Se publicó en la India en noviembre de 2008 y en Estados Unidos y el Reino Unido a mediados de 2009.
Su tercer libro, Last Man in Tower, se publicó en Estados Unidos en septiembre de 2011. Su siguiente novela, Selection Day, se publicó en Estados Unidos en enero de 2017. Amnistía, publicada en febrero de 2020, es una novela sobre un inmigrante indocumentado de Sri Lanka que vive en Australia. Fue preseleccionada para el Premio Miles Franklin de 2021.

### Novelas
- The White Tiger: A Novel. Atlantic Books, Ltd (UK), Free Press (US), 2008
- Between the Assassinations. Picador (IND), 2008
- Last Man in Tower. Fourth Estate (IND), 2011
- Selection Day. HarperCollins India (IND), 2016
- Amnesty. Picador, Pan Macmillan, 2020

### Cuentos cortos
- "The Sultan's Battery" (The Guardian, 18 October 2008, online text)
- "Smack" (The Sunday Times, 16 November 2008, online text)
- "Last Christmas in Bandra" (The Times, 19 December 2008, online text)
- "The Elephant" (The New Yorker, 26 January 2009, online text)

### Artículos seleccionados
- "The Death of the Indian Dream" (Time, 30 July 2008, archived text)
- "Bachelor Bigotry" (The Guardian, 28 August 2008, online text)